# Capsus ater
Capsus ater är en insektsart som först beskrevs av Carl von Linné 1758.  Capsus ater ingår i släktet Capsus och familjen ängsskinnbaggar. Arten är reproducerande i Sverige. Inga underarter finns listade i Catalogue of Life.

## Bildgalleri

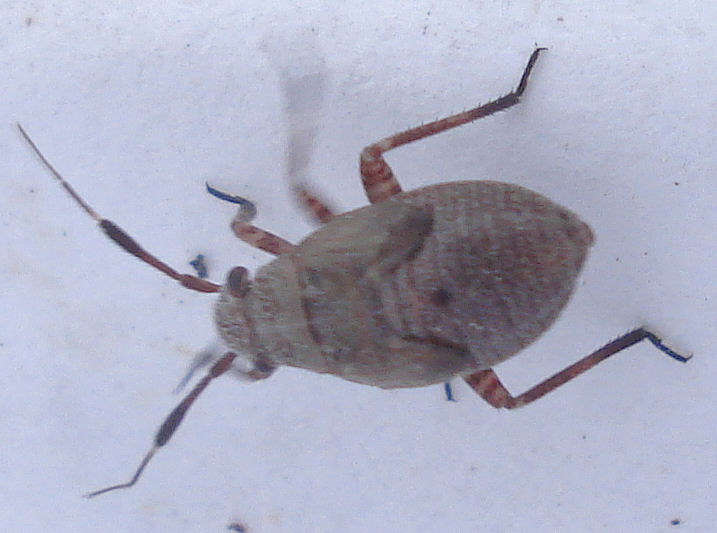
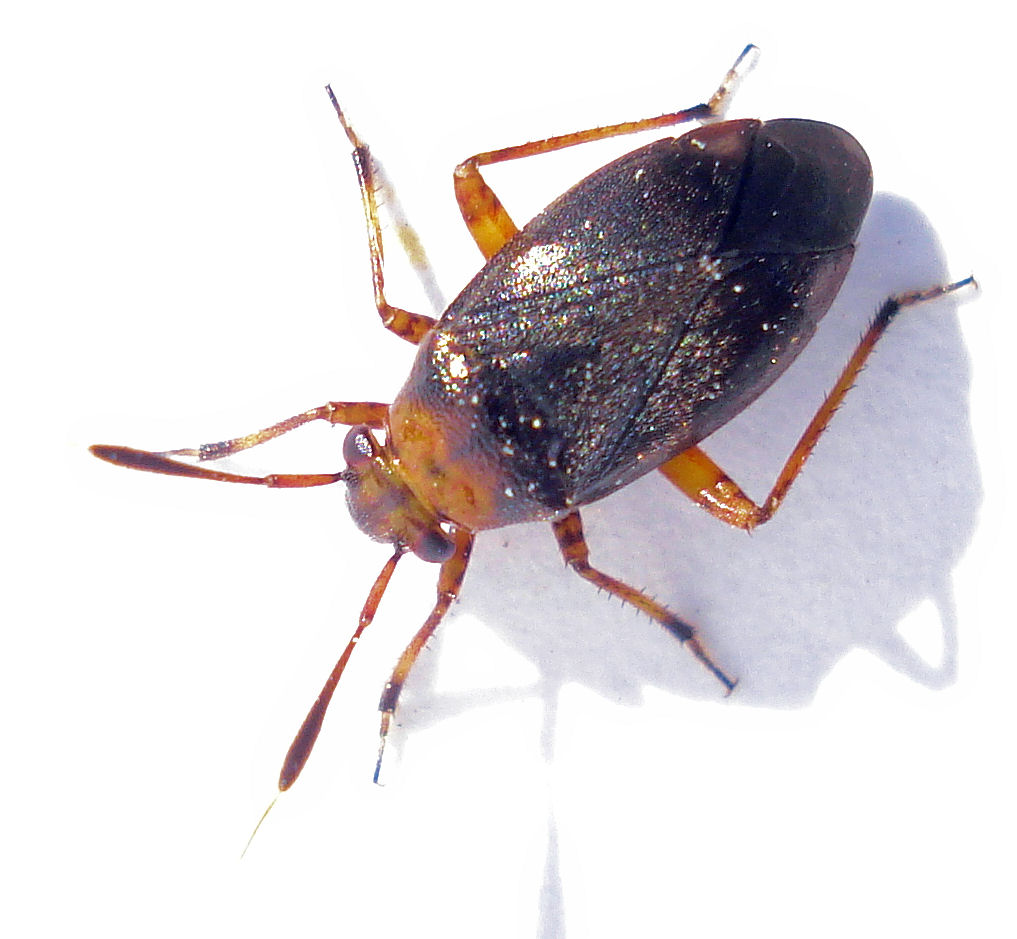